# 奥利维耶·朗格莱
奥利维耶·朗格莱（法語：Olivier Lenglet，1960年2月20日—），生于圣康坦，法国男子击剑运动员。他曾获得1988年夏季奥运会男子重剑团体金牌和1984年夏季奥运会男子重剑团体银牌。